# كنيسة القديس نقولا (شاختاي)
كنيسة القديس نقولا (بالروسية: Церковь Николая Чудотворца)، نسبة إلى القديس نقولا، هي كنيسة روسية أرثوذكسية تقع في مدينة شاختاي، روستوف أوبلاست، روسيا، بدأ تأسيسها سنة 1897، واكتمل سنة 1902.

## تاريخ
في عام 1902، بناء على مبادرة من سكان أيوتينسكي تم بناء الكنيسة. وفي عام 1903، كان للكنيسة مذبح واحد وثلاثة قباب وبرج ناقوس.
بنيت الكنيسة من الحجر وكلّفت المجتمع الأرثوذكسي ثمانية آلاف روبل.
بعد الثورة الروسية تم إغلاق الكنيسة، ولكن لم يتم تدميرها. وفي عام 1991 أعيد تأهيل الكنيسة، وأصبح لديها خمسة قباب. وفي عام 2012 كرسها المطران إغناتيوس.